# Jake Guzik
Jake Guzik (20 mars 1886 - 21 février 1956) est un criminel américain. Il a été le conseiller financier et juridique de l'Outfit de Chicago, au profit duquel il fut plus tard chargé de corrompre les politiciens.

## Origines
Né près de Cracovie (Empire austro-hongrois) le 20 mars 1886, Guzik immigra aux États-Unis au début des années 1900. Ses parents étaient des immigrants de Katowice en Pologne.

## Proxénétisme et racket
Jake Guzik et son frère Harry Guzik participent à l'organisation de la prostitution et le racket dans les quartiers sud de Chicago, conduisant leur rival Jack Zuta à la faillite.

## Mafia de Chicago
Au début des années 1920, Guzik entend parler d'un plan visant à assassiner Al Capone, alors le chef de l'Outfit de Chicago, qui règne sur les quartiers sud. Capone le remercie en le faisant entrer dans l'organisation, dont il devient le trésorier. L’estime que Capone porte à Guzik se remarque en 1924, lorsqu'un braqueur nommé Jow Howard fait une remarque antisémite en leur présence. Capone l’abat sur le champ de six balles, devant témoins, dans un saloon de South Wabash Avenue. Capone sera interrogé par le procureur adjoint de l’État, William McSwiggin, mais relâché faute de preuves : aucun témoin de la scène n'a vu quoi que ce soit.
Guzik est tout de même arrêté pour fraude fiscale, dans la grande opération du gouvernement fédéral visant à traduire Capone devant la justice.

## Piété juive et philanthropie
Aux funérailles de Guzik, célébrées en milieu juif orthodoxe, le rabbin loua Guzik de ne jamais avoir perdu la foi en son Dieu et d'avoir fait bénéficier des centaines de personnes de sa générosité.